# چند مرد خوب
چند مرد خوب (به انگلیسی: A Few Good Men) یک فیلم درام حقوقی به کارگردانی راب راینر محصول سال ۱۹۹۲ ایالات متحدهٔ آمریکا است که از بازیگران اصلی آن می‌توان به تام کروز، دمی مور، جک نیکلسون، کوین بیکن، کوین پولاک، جیمز مارشال، کوین بیکن، کیفر ساترلند، نوآ وایل، کوبا گودینگ جونیور، زاندر برکلی، مت کریون، جان ام جکسون، کریستوفر گست، جاشوآ مالینا و آرون سورکین اشاره کرد.

## داستان
یک وکیل نظامی به نام دنیل کفی از تعدادی تفنگداری نیروی دریایی که متهم به قتل هستند دفاع می‌کنند. آنها اظهار می‌کنند که تحت دستور عمل کرده‌اند…

## تولید
فیلمبرداری در ۲۱ اکتبر ۱۹۹۱ در پل یادبود آرلینگتون در واشینگتن، دی.سی. آغاز شد.